# Silvi (Film)
Silvi ist ein deutscher Independent- bzw. Berlin Mumblecore-Spielfilm von Regisseur Nico Sommer. Die Tragikomödie wurde mit geringem Budget gedreht, auf der Berlinale 2013 in der Kategorie Perspektive Deutsches Kino uraufgeführt und u. a. beim Achtung Berlin Filmfestival – New Berlin Film Award 2013 als Bester Spielfilm für seine „überraschende und gut geführte Besetzung“ ausgezeichnet. Nach zahlreichen nationalen und internationalen Festivalteilnahmen war am 3. Oktober 2013 der Kinostart in Deutschland. Die deutschsprachige DVD-Veröffentlichung ist am 1. September 2014.

## Handlung
Die 47-jährige Berlinerin Silvi wird nach langjähriger Ehe von ihrem Mann Michael verlassen. Daraufhin beginnt sie, per Kontaktanzeige nach einem neuen Partner zu suchen. Sie trifft sich mit verschiedenen Kandidaten, die jedoch vor allem an sexuellen Experimenten interessiert sind. Erst als sie den getrennt lebenden Familienvater Thomas kennenlernt, scheint sich ihre Hoffnung auf ein neues Liebesglück zu erfüllen.

## Auszeichnungen (Auswahl)
- Bester Spielfilm, New Berlin Film Award, Achtung Berlin 2013[3]
- Preis des Verbandes der deutschen Filmkritik, Achtung Berlin 2013[4]
- Lina Wendel: Beste Darstellerische Leistung, Filmkunstfest Mecklenburg-Vorpommern[5]
- Lina Wendel: Besondere Auszeichnung, Festival des deutschen Films Ludwigshafen 2013[6]
- Lina Wendel: Nominierung Beste weibliche Hauptrolle, Deutscher Schauspielerpreis 2014[7]
- Lina Wendel: Beste Schauspielerin, San Gio’ Verona Filmfestival[8]